# Herz-Jesu-Basilika (Charleston)

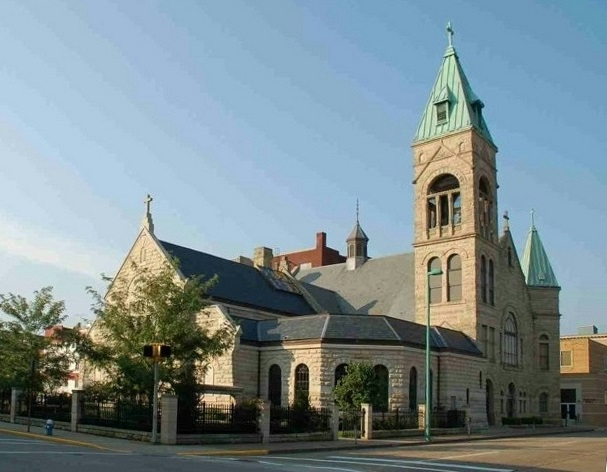
Basilika Heilig Herz

Die Herz-Jesu-Basilika (englisch Basilica of the Sacred Heart) ist eine römisch-katholische Kirche in Charleston, Hauptstadt des US-amerikanischen Bundesstaates West Virginia. Die Konkathedrale des Bistums Wheeling-Charleston hat den Titel einer Basilica minor. Der Pfarrkomplex im Stil der Neuromanik gehört zum Downtown Charleston Historic District und ist im National Register of Historic Places eingetragen.

## Geschichte
Der erste römisch-katholische Priester, der das Gebiet des heutigen West Virginia besuchte, kam 1832. 1862 traf Pfarrer Stenger erstmals in Charleston ein. Nach dem Bürgerkrieg ließ sich Pfarrer Stenger 1866 dauerhaft in der Stadt nieder und wurde erster Pfarrer der am 1. August gegründeten Pfarrei Sacred Heart, für die Bischof Whelan ein Grundstück in Charleston erwarb. Ein zweistöckiges Backsteingebäude diente als Kirche und Schule. Im Jahr 1869 errichtete die Gemeinde eine Fachwerkkirche an der Stelle des heutigen Pfarrhauses in der Virginia Street, von der Pfarrei wurden auch verschiedene Missionen in der Gegend betreut.
1885 begann Pfarrer Stenger mit der Sammlung von Geldern für eine neue Kirche, und auch prominente Protestanten leisteten finanzielle Unterstützung. Im Jahr 1892 zählte die Gemeinde 84 englische und 56 deutsche Familien. In der Schule waren 90 Schüler eingeschrieben. Er wählte H. B. Lowe als Architekten für die neue Kirche aus und gab 600 Dollar für Planungen aus. Die Saalkirche wurde im neuromanischen Stil erbaut und mit einer Fassade aus Kalkstein versehen. Die Gemeinde feierte ihre erste Messe in der heutigen Kirche Weihnachten 1897. Pater Stenger starb im Jahr 1900, und im April 1901 nahmen Kapuzinerbrüder ihren Dienst in Herz Jesu auf. Sie errichteten im folgenden Jahr ein neues Pfarrhaus und erweiterten das Kirchengebäude im ersten Jahrzehnt des 20. Jahrhunderts. 1905 kam die erste Orgel in den Altarraum. Der Hochaltar aus Marmor und die Glasfenster aus München folgten im Jahr 1909. Die drei Glocken, die 1911 im Turm angebracht wurden, tragen die Namen St. Richard, St. Joseph und Heilige Jungfrau und wiegen 1200 kg, 680 kg und 320 kg.
Im Jahr 1948 kaufte die Gemeinde eine elektronische Wurlitzer-Orgel, um die alte Orgel zu ersetzen. Ihr folgte etwa 1953 eine neue Kilgen-Orgel. Das Innere der Kirche wurde 1950–1951 umfassend renoviert und der vordere Teil des heutigen Pfarrhauses wurde im folgenden Jahr fertiggestellt. Im Jahr 1958 stellte die Gemeinde ein neues Kloster fertig, das später zum Exerzitienhaus des Coenaculums wurde. Die heutigen Kirchenbänke wurden 1958 eingebaut. Der Künstler John L. Baker bemalte 1966 die Decke des Altarraums mit einem lebendigen, komplexen linearen Gemälde.
Am 4. Oktober 1974 benannte Papst Paul VI. das Bistum Wheeling in Bistum Wheeling-Charleston um und Herz Jesu wurde zur Konkathedrale. Im Jahr 1980 verließen die Kapuziner die Pfarrei, nachdem sie 79 Jahre lang dort gewirkt hatten. Der Diözesanpriester Edward Sadie wurde zum Rektor der Kathedrale ernannt. In den 1980er Jahren erfolgten verschiedene Renovierungs- und Bauprojekte etwa zur Reinigung und Reparatur der Buntglasfenster und für den Erwerb einer dreimanualigen Orgel von Schantz mit 58 Registern (Opus 1765). Möbelhersteller Edward Hillenbrand schuf einen neuen Bischofsstuhl, einen Ambo und einen Altar. Bischof Francis Schulte weihte die fertige Kathedrale im Jahr 1988 ein.
Am 9. November 2009 erhob Papst Benedikt XVI. Herz Jesu in den Rang einer Basilica minor.